# Утринна поща (ежедневник, Варна)
„Утринна поща“ е ежедневен информационен вестник, излизал във Варна за два месеца през пролетта на 1923 г.
| Годишнина | Броеве | Дата                         |
| --------- | ------ | ---------------------------- |
| I         | 1 – 39 | 01 март 1923 – 20 април 1923 |

Редактира се от И. Венедиков и се печата в печатница Гутенберг. Публикува международни, национални и местни новини, търговски реклами и обявления, като запазва официални позиции.